# Selbstexploration
Selbstexploration ist das Aussprechen (verbalisieren) des eigenen inneren Erlebens und der gegenwärtigen Erfahrung sowie der damit verbundenen Gefühle und Bewertungen einer Person. In der von Carl Rogers (1902–1987) begründeten klientenzentrierten Psychotherapie wird Selbstexploration als die wesentliche Aktivität des Klienten während der Therapiesitzungen angesehen. Klienten mit hohem Ausmaß an Selbstexploration erreichen in der Regel einen höheren Therapieerfolg. Durch Ausdruck von Empathie, bedingungsloser Wertschätzung und Kongruenz sowie durch Verbalisierung emotionaler Erlebnisinhalte (VEE) unterstützt und fördert der Psychotherapeut beim Klienten die Selbstexploration.

## Einordnung in die klientenzentrierte Persönlichkeitstheorie
Erfahrung („experience“) umfasst alles, was in einer Person („Organismus“) in einem Augenblick vorgeht und was sie von außerhalb oder von innerhalb wahrnehmen kann. Früheres Erleben kann vergegenwärtigt werden und gehört dann zur „Erfahrung“. Erfahrung wird durch Symbolisierung bewusst, vorwiegend durch Verbalisierung. Erfahrung ist nur zum Teil exakt symbolisiert und vollständig bewusst; sie kann auch unvollständig oder verzerrt symbolisiert oder von der Symbolisierung ausgeschlossen sein.
Von Selbstkonzept spricht Rogers, wenn es speziell um die Sichtweise der Person von sich selbst geht. Die aktuelle Erfahrung einer Person ist teilweise mit ihrem Selbstkonzept kongruent und kann dann vollständig symbolisiert und bewusst werden; zum Teil ist sie damit inkongruent. Die inkongruente, nicht zum Selbstkonzept passende Erfahrung wird abgewehrt, d. h. nicht adäquat symbolisiert und nicht bewusst. Erfahrung, die in erheblichem Umfang inkongruent zum Selbstkonzept ist, bedroht das Selbst. Die Person wird infolgedessen in ihrer Lebensbewältigung beeinträchtigt, was zu „psychischer Fehlanpassung“ und zu Erkrankung führen kann.
Ziel der klientenzentrierten Psychotherapie ist es, dass der Klient seine „organismische“ Erfahrung möglichst vollständig symbolisieren und bewusst wahrnehmen kann. Er verändert sein Selbstkonzept. Dies erreicht er in und zwischen den Sitzungen, indem er seine Erfahrung vermittels Selbstexploration zunehmend symbolisiert.
Exploration ist die „Bezeichnung für eingehende Befragung des Patienten zur Erkundung seiner psychischen Erlebensweise und ggf. zur Erfassung psychopathologischer Auffälligkeiten.“ Selbstexploration heißt somit, dass die Person sich selbst, ihre Erfahrung und ihre Bewertungen, erkundet.